# 韋波特 (印第安納州)
韋波特（英語：Wayport）是位於美國印地安納州門羅縣的一個非建制地區。該地的面積和人口皆未知。